# Gekončík noční
Gekončík noční (Eublepharis macularius) (= gekončík skvrnitý) je díky své nenáročnosti a mnoha barevným formám jedním z nejčastěji chovaných a velmi oblíbených obyvatelů terárií.

## Výskyt
Gekončík noční obývá území od jihovýchodu Afghánistánu přes Pákistán až po sever Indie.

## Vzhled
Dorůstají velikosti 16 až 30 cm. Jejich oči mají vertikální zornici, jako jedni z mála plazů mají pohyblivá oční víčka. Na končetinách mají 5 prstů s drápky, díky kterým dokáží lézt po skálách a větvích, nikoliv však po skle. Klasicky zbarvený gekončík je hnědo-žlutý s tečkami nebo skvrnami, existuje ale mnoho barevných forem a mutací. Dožívají se až 25 let. Dospělý jedinec váží 45 až 60 gramů a dorůstá zhruba 30 cm. Samice bývají většinou menší než samci.

## Chov
Gekončíci jsou chováni samostatně nebo ve skupině jednoho samce a více samic. Samci se pohromadě nesnesou, může docházet k soubojům a slabší jedinec může v teráriu uhynout. Také není vhodné kombinovat gekončíky s jinými druhy gekonů. Optimální velikost terária je 60 cm (d)×50 cm (h)×50 cm (v), pro větší skupinu je pak vhodnější větší terárium. Jako podklad jsou vhodné oblé kamínky ve velikosti 5 až 10 mm (nebude docházet k pozření podestýlky), popřípadě terarijní neprašný písek, kdy je nutné krmit z pinzety. Chovné zařízení by mělo být doplněno kameny, kořeny a úkryty (obrácené květináče, půlky kokosů, keramické jeskyně, apod.) a vybavené žárovkou nebo topnou fólií zajišťující denní teplotu kolem 25 °C, u zdroje může teplota vystoupat na 35 °C, v noci může teplota klesnout na 20 °C.

### Potrava
Gekončíci vyžadují živou potravu. V zajetí jsou krmeni cvrčky, šváby, moučnými červy (potemník brazilský) a podobným hmyzem odpovídajícím velikosti chovaných zvířat. Nejsou doporučována sarančata neboť mají tvrdou skořápku, která se gekončíkům špatně tráví. Doplnit lze výjimečně sladkým měkkým ovocem, kvalitními dětskými přesnídávkami, tvarohem, medem a podobnou potravou. Dospělí jedinci jsou schopni pozřít i holátka myší, obvykle jsou podávány samicím po nakladení vajec nebo všem gekončíkům po zimování aby rychle znovu získali na váze. V zajetí se také podává krmný hmyz obalený ve směsi vitamínů, většinou směsi vitamínu D3 a vápníku nebo multivitamínových přípravcích pro plazy.

#### Zimování a rozmnožování
V zajetí se gekončíci noční zazimovávají postupným poklesem teploty v teráriu na pokojovou teplotu. Zimování trvá 1 až 3 měsíce a po jeho skončení jsou zvířata přirozeně připravena k páření. Při páření se samec zakousne samici do krku a podsune se ocasem pod ní, následně dojde k několika sekundovému spojení. To se opakuje několikrát po sobě. Samice poté klade nejčastěji po dvou vejcích do předem připraveného kladiště.

## Barevné formy
Gekončíci noční mají mnoho barevných forem, od které se odvíjí cena gekončíka.[zdroj⁠?!] Mutace se buď zachovávají v chovných skupinách, nebo se kříží mezi sebou a vznikají noví unikátní gekončíci.[zdroj⁠?!] Známé barevné mutace jsou:
- Albino
- Tremper Albino
- Rainwater Albino
- Bell Albino
- Blizzard
- Blazing Blizzard
- Banana Blizzard
- Blazing Banana Blizzard
- Murphy Patternless
- Patternless Albino
- APTOR
- RAPTOR
- RADAR
- Eclipse
- Snake-Eye
- Ember
- Diablo Blanco
- Enigma
- (Super) Giant
- Mack (Super) Snow
- Line bred Snow
- Black Velvet / Black Pearl / Hypermelanistic
- High Yellow
- Super Hypo
- Tangerine
- Carrot Tail
- Carrot Head
- Baldy
- Hybino
- Sunglow
- Snowglow
- Bold Stripe
- Reverse Stripe
- Red Stripe
- Jungle
- Lavender
- Normal

## Galerie

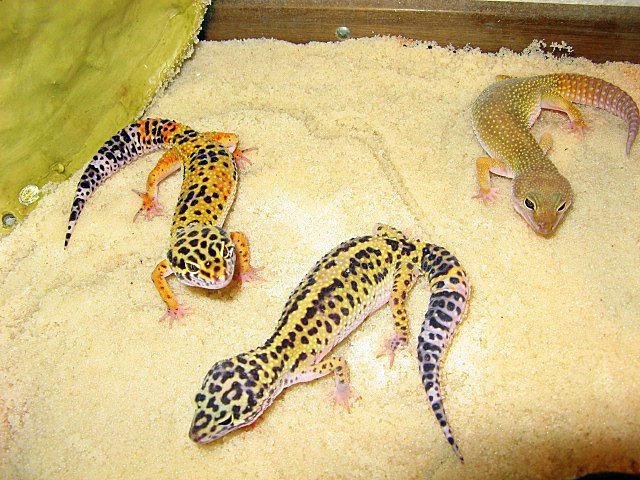
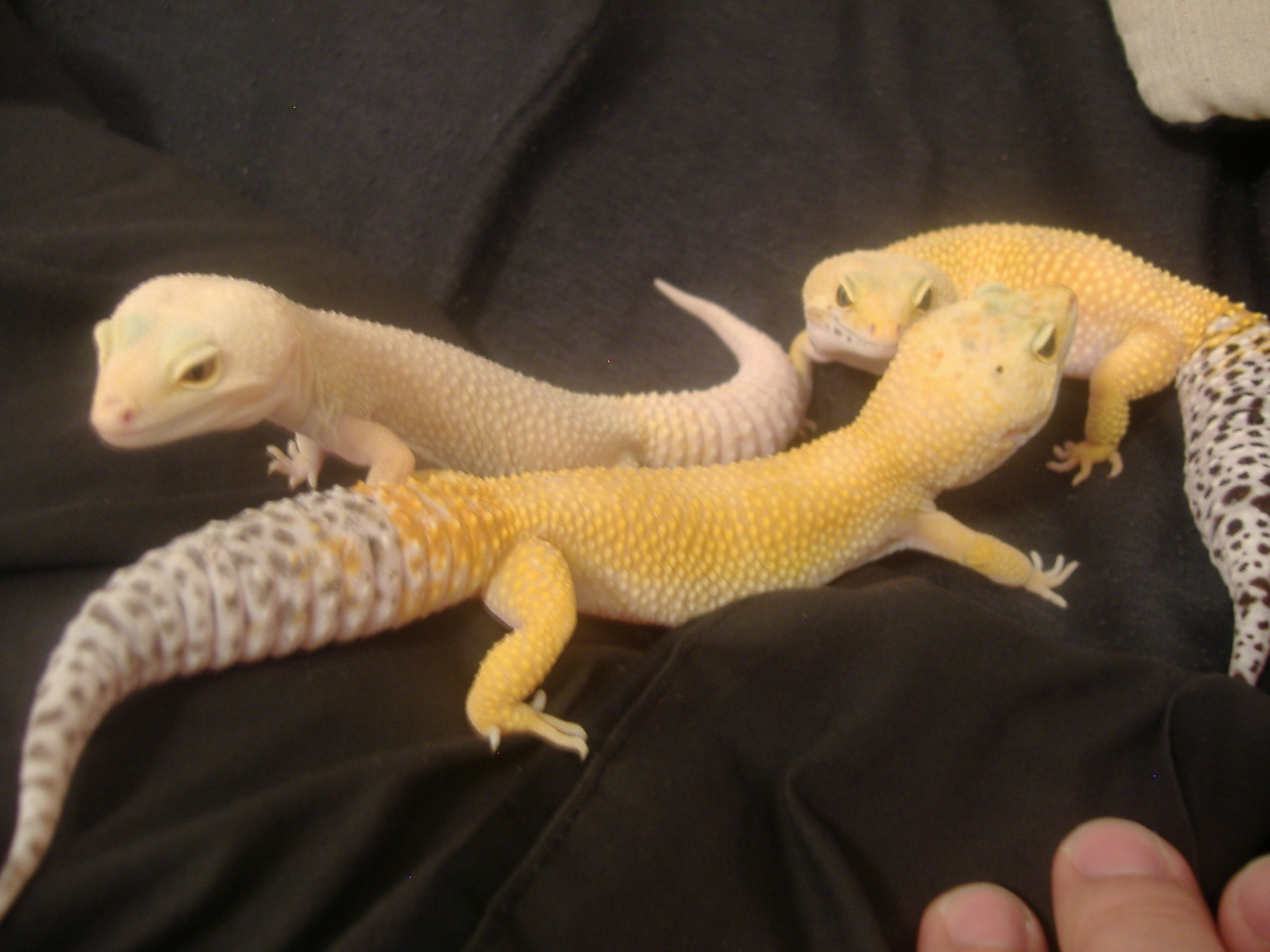
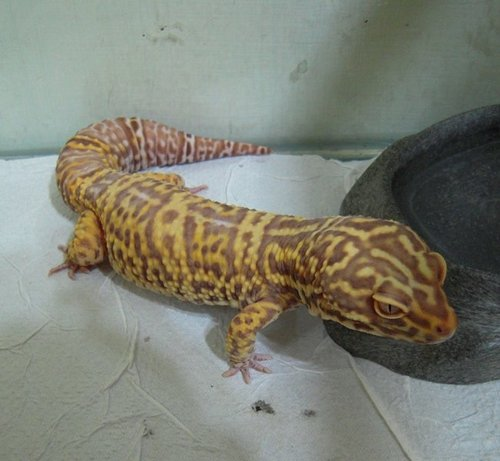
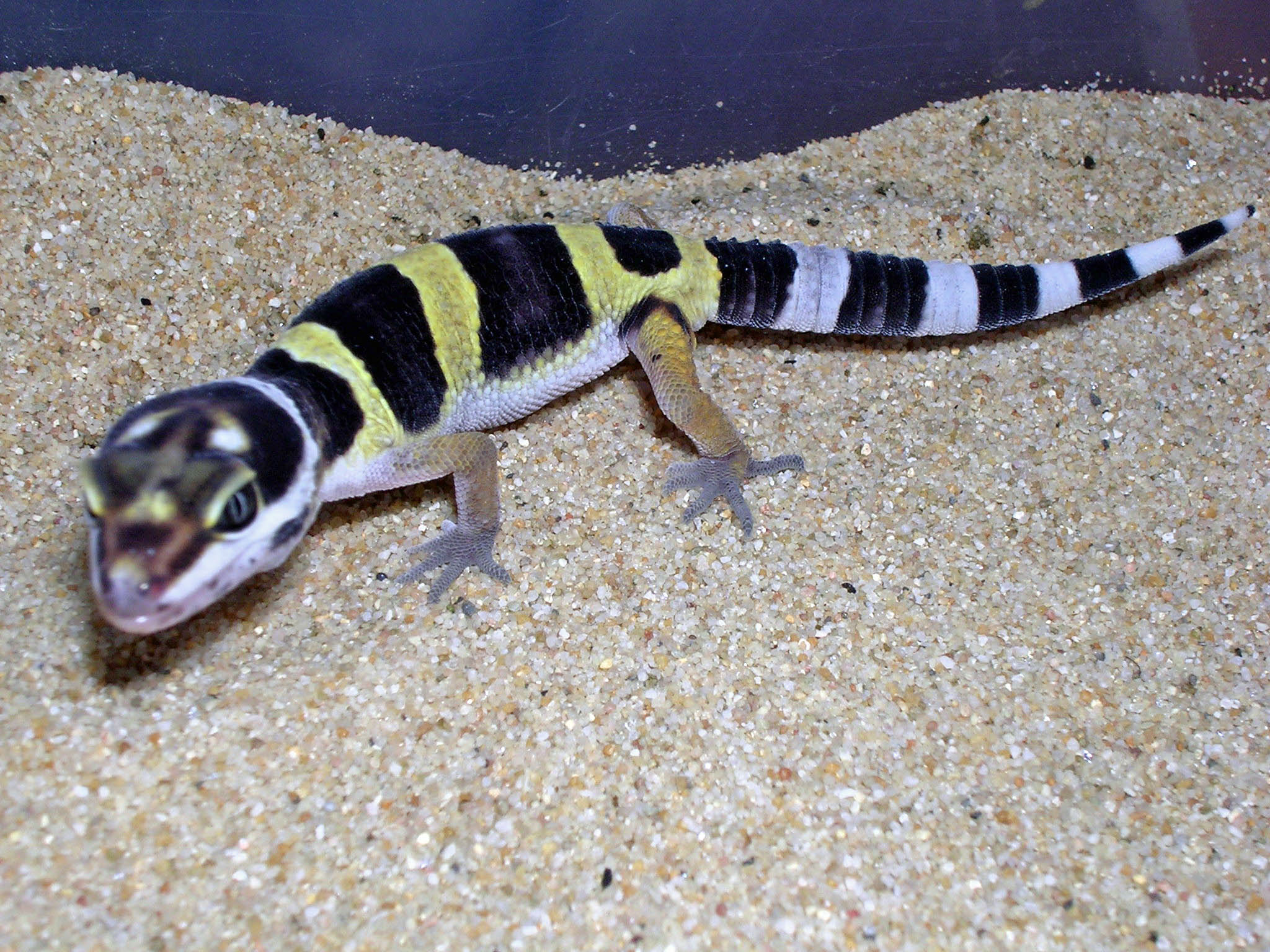
mládě